# Shirin R. Tahir-Kheli
Shirin R. Tahir-Kheli est une politologue américaine qui a également travaillé au Département d'État. En 2006, elle est nommée première ambassadrice pour l'autonomisation des femmes par la secrétaire d'État des États-Unis Condoleezza Rice ainsi que conseillère principale de la secrétaire d'État sur la réforme des Nations unies. Elle prête serment en tant que première ambassadrice musulmane américaine en juillet 1990. Le Dr Tahir-Kheli a été assistante spéciale du président et directrice principale pour la démocratie, les droits de l’homme et les opérations internationales au Conseil de sécurité nationale de la Maison-Blanche, de 2003 à 2005. Elle a servi trois administrations présidentielles républicaines depuis 1980.

## Carrière universitaire
Avant sa nomination, Tahir-Kheli était professeure chercheuse à l'Institut de politique étrangère de l'Université Johns Hopkins à la Paul H. Nitze School of Advanced International Studies, à Washington, DC, où elle était la directrice fondatrice du programme Asie du Sud à l'Institut de politique étrangère (1992-2002). Elle a été membre du comité consultatif distingué des laboratoires nationaux Sandia (Albuquerque, Nouveau-Mexique), du conseil d'administration de la Carnegie Corporation de New York et du conseil consultatif de l'Institut pour l'étude transrégionale du Moyen-Orient contemporain, de l'Afrique du Nord et de l'Asie centrale de l'Université de Princeton.

## Carrière politique
Tahir-Kheli est représentante suppléante des États-Unis auprès des Nations unies pour les affaires politiques spéciales, de 1990 à 1993. Elle est directrice des affaires politico-militaires, puis directrice des affaires du Proche-Orient et de l’Asie du Sud de 1984 à 1989 au sein du personnel du Conseil de sécurité nationale. De 1982 à 1984, Tahir-Kheli est membre du personnel de planification des politiques au Département d’État.

### Inde et Pakistan
L’ambassadrice Tahir-Kheli consacre plus d’une douzaine d’années à trouver des sujets d'entente entre l’Inde et le Pakistan qui pourraient transformer leur relation en une relation de paix constructive. À cette fin, elle préside les douze réunions du groupe BALUSA, composé de participants indiens, pakistanais et américains de haut rang, qui vise à influer sur la politique de coopération. Elle copréside une étude importante sur « L’eau et la sécurité en Asie du Sud » ainsi qu'un projet visant à promouvoir la coopération entre l’Inde et le Pakistan dans les domaines de l’énergie et de l’environnement.

### Droit de l'homme et liberté religieuse
De 2001 à 2003, Tahir-Kheli est membre de la Commission des États-Unis sur la liberté religieuse internationale.
En 2001, elle dirige la délégation américaine auprès de la Commission des droits de l'homme des Nations unies à Genève, en Suisse. En mars 2003, elle devient assistante spéciale du président et directrice principale de la démocratie, des droits de l’homme et des opérations internationales au Conseil de sécurité nationale de la Maison-Blanche.

### Opposition à Donald Trump
En 2020, Tahir-Kheli, ainsi que plus de 130 autres anciens responsables républicains de la sécurité nationale, signent une déclaration affirmant que le président Trump est inapte à effectuer un second mandat : « À cette fin, nous sommes fermement convaincus qu'il est dans le meilleur intérêt de notre nation que le vice-président Joe Biden soit élu comme prochain président des États-Unis, et nous voterons pour lui ».

## Éducation
Tahir-Kheli est titulaire d'une maîtrise et d'un doctorat en relations internationales de l'Université de Pennsylvanie et d'une licence de l'Université Wesleyenne de l'Ohio. Elle est membre du Council on Foreign Relations et ancienne membre du think tank International Institute for Strategic Studies (Institut international d'études stratégiques).

## Récompenses
- En 2005, Shirin Tahir-Kheli reçoit le prix « Immigrants: The Pride of America » (Immigrants : La fierté de l'Amérique) de la Carnegie Corporation de New York pour sa contribution au service public.
- En 2011, Newsweek la désigne comme l'une des « 150 femmes qui changent le monde ».
- En tant que boursière Carnegie, elle reçoit un prix pour le travail sur le manuscrit « Diplomatie sans négociation », traitant de la prise de décision à la Maison Blanche, de 2003 à 2006, sur la promotion de la démocratie dans le monde musulman. Carnegie Corporation de New York, 2009-2011.
- Elle reçoit le prix Carnegie 2016 pour un ouvrage à paraître : « Before the Age of Prejudice: A Muslim Woman's White House Work for Three Presidents » (Avant l'ère des préjugés : le travail d'une femme musulmane à la Maison Blanche pour trois présidents).

## Vie familiale
Tahir-Kheli est la fille du physicien pakistanais Muhammad Raziuddin Siddiqui qui a émigré au Pakistan depuis Hyderabad, en Inde. Elle était mariée à Raza Tahir-Kheli, professeur émérite de physique, titulaire d'un doctorat et ancien président du département de physique de l'Université Temple. Ils ont deux enfants adultes et quatre petits-enfants.